# Albeřický vrch
Albeřický vrch – (nie. Albendorfer Berg) szczyt w Karkonoszach w obrębie Lasockiego Grzbietu.

## Opis
Położony w bocznym odgałęzieniu Lasockiego Grzbietu, odchodzącym na południe pomiędzy Łysociną a Kopiną. Grzbiecik ten oddziela doliny Lysečinskiego potoku i Albeřickiego potoku, które poniżej łączą się i jako Lysečinský potok wpadają do Úpy.

## Roślinność
Wierzchołek i stoki porośnięte lasami.

## Ochrona przyrody
Cały masyw leży w obrębie czeskiego Karkonoskiego Parku Narodowego (Krkonošský národní park, KRNAP).

## Turystyka
Na północ od wierzchołka rzechodzi szlak turystyczny:
- czerwony szlak z Trutnova na Przełęcz Okraj (Pomezní Boudy) – Cesta bratří Čapků